# Prohormona
En biología molecular se llama prohormona a la molécula que es la precursora de una hormona, muchas son polipéptidos o proteínas, como la pro-insulina.

## Características
Muchas prohormonas son proteínas o polipéptidos sintetizadas inicialmente como una proteína de gran tamaño, que carece de actividad biológica y recibe el nombre de preprohormona, a partir de la cual se produce la prohormona.
 La prohormona es fragmentada, por medio de enzimas, en dos o más secciones: la hormona activa con acción biológica y fragmentos que pueden ser de desecho o tener alguna actividad biológica. Las prohormonas pueden viajar por el torrente sanguíneo, en una forma inactiva, lista para activarse más tarde en la célula diana mediante una modificación de la molécula.

## Principales prohormonas

### Proteicas

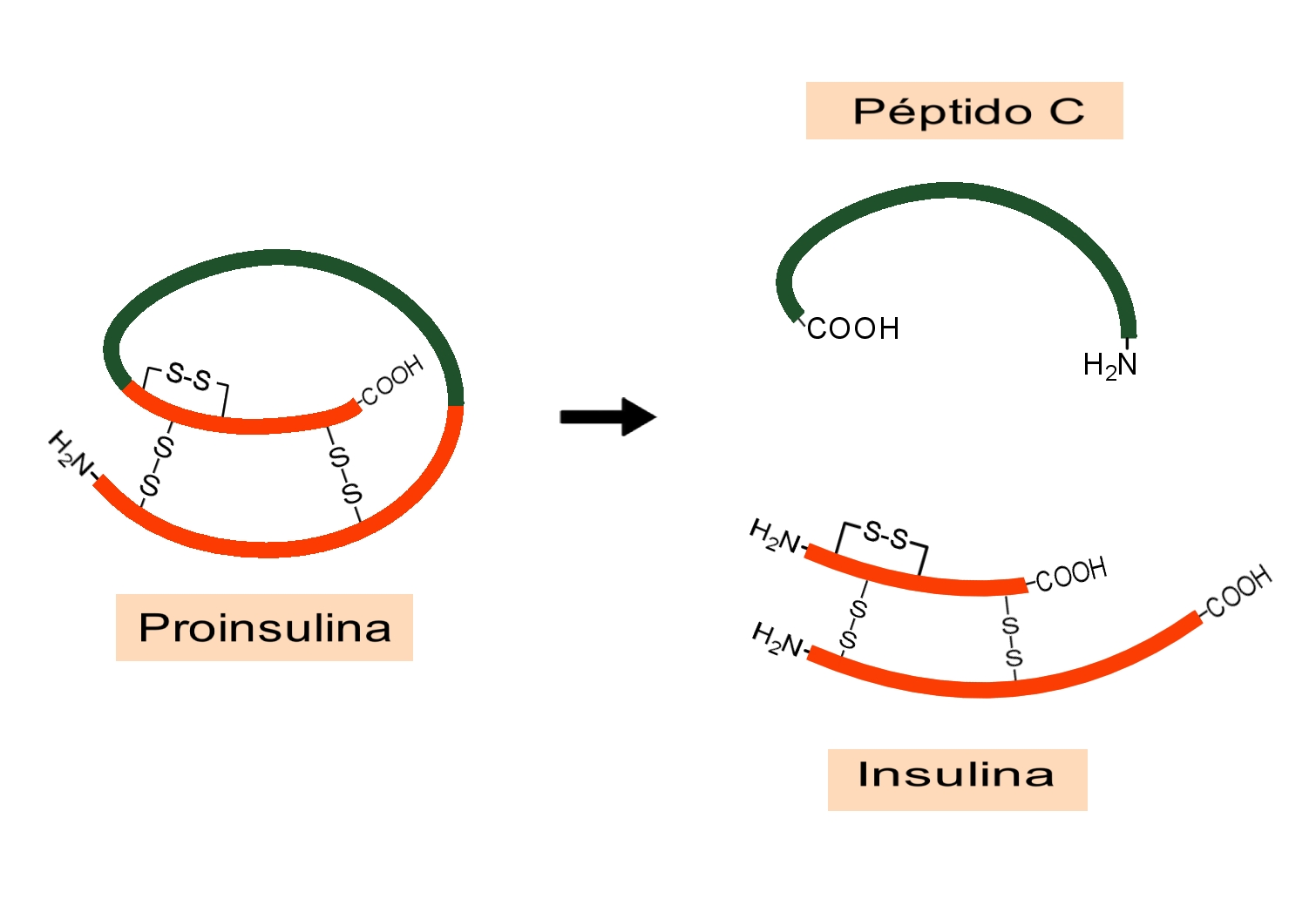
La proinsulina es una prohormona que se desdobla en insulina y péptido C

- Proinsulina:[4] Es la prohormona precursora de la insulina. Se sintetiza por las células beta de los islotes de Langerhans en el páncreas.[3]

.
- Proglucagón:[5] Es el precursor inactivo del glucagón. Se sintetiza en las células alfa del páncreas como moléculas de 160-180 aminoácidos.
- Procalcitonina: Es un péptido precursor de la calcitonina.
- Hormona liberadora de hormona adrenocorticotropa La (CRH)[6] se sintetiza a partir de un precursor de 196 aminoácidos llamado pre-proCRH. Luego de una escisión, se obtiene la prohormona proCRH, que tiene 170 aminoácidos.

### No proteicas
- Dehidroepiandrosterona. Es un precursor esteroideo de hormonas esteroides: andrógenos y estrógenos.
- Tetrayodotironina (tiroxina). También llamada T4, es la principal sustancia producida por la glándula tiroides, actúa como una prohormona circulante a partir de la cual se sintetiza la triyodotironina o T3 que es responsable de la mayor parte de la actividad hormonal.[7] La transformación de T4 en T3 es posible gracias a la enzima 5-desyodinasa que elimina un átomo de yodo situado en el carbono 5 del anillo externo de la T4.

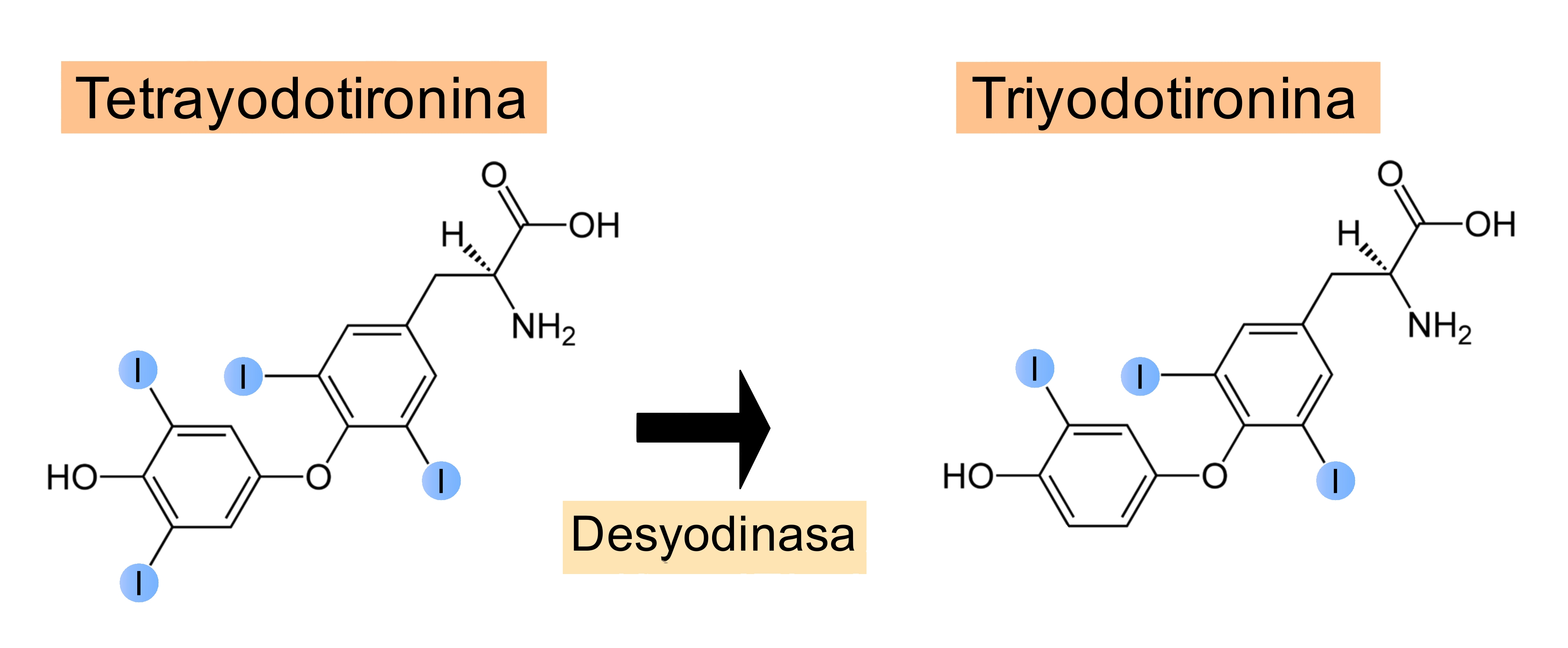
Paso de tetrayodotironina a triyodotironina por la acción de la enzima desyodasa.

- Vitamina D3.  La vitamina D3 (colecalciferol) es en realidad una prohormona que en el hígado se transforma en 25-hidroxivitamina D (calcifediol), la cual se hidroxila principalmente en el riñón y pasa a convertirse en 1,25-dihidroxivitamina D (calcitriol) que es la forma hormonal activa de la vitamina D.

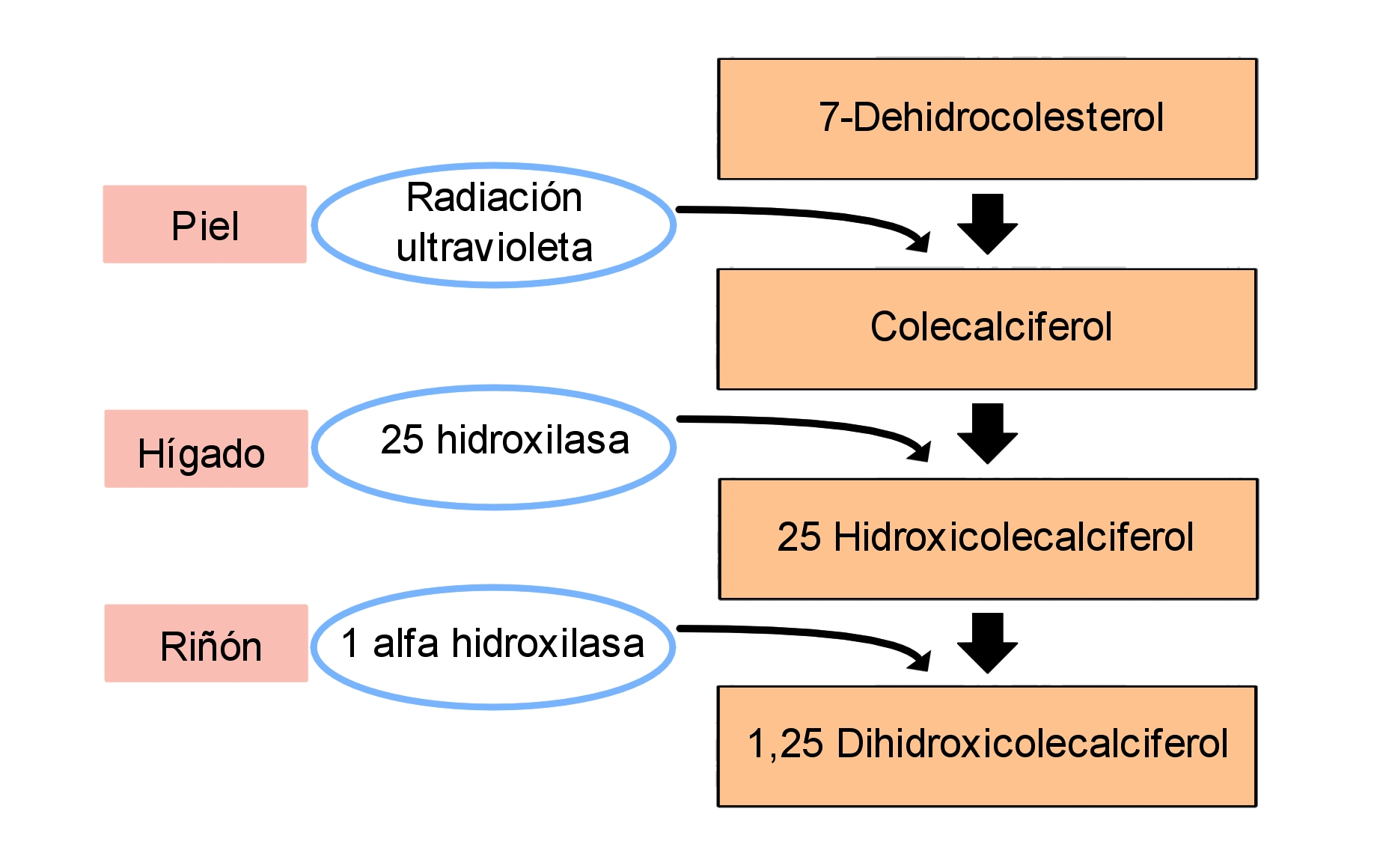
La vitamina D3 (colecalciferol) es en realidad una prohormona que se transforma por hidroxilación en la forma activa.